# Park County, Colorado
Park County är ett administrativt område i delstaten Colorado, USA. År 2010 hade countyt 16 206 invånare. Den administrativa huvudorten (county seat) är Fairplay. 

## Geografi
Enligt United States Census Bureau så har countyt en total area på 5 726 km². 5 700 km² av den arean är land och 26 km² är vatten. 

### Angränsande countyn
- Clear Creek County, Colorado - nord
- Jefferson County, Colorado - nordöst
- Teller County, Colorado - öst
- Fremont County, Colorado - sydöst
- Chaffee County, Colorado - sydväst
- Lake County, Colorado - väst
- Summit County, Colorado - nordväst

## Kuriosa
I tv-serien South Park har det visats flera gånger att staden South Park ligger i något som heter Park County.